# 복현규
복현규(1983년 12월 13일 ~ )는 대한민국의 희극 배우 겸 쇼호스트이며 SBS 9기 공채 개그맨에 데뷔하였으나 2013년 KBS 28기 공채 개그맨으로 데뷔하였다.

## 학력
- 서울예술전문대학 사진과 전문학사 (졸업)

## 출연 작품
- KBS2 《개그스타》
- KBS2 《개그콘서트》
- 부산MBC 《바다야 놀자》
- SBS 《웃찾사》
- OBS 경인TV 《전설의 시대》

### 공연
- 2006년 머쉬멜로우(연극)

## 유행어
- 여잔~ 그렇다? (놈놈놈)
- ○○을 위해서~ (놈놈놈)
- 나는 킬러다! 타겟이 저기 있다. 철저히 계산한대로 ~을 해 녀석을 처리하겠다! (나는 킬러다)
- 잘가라! (나는 킬러다)

## 수상
- 2015년 머슬마니아 세계 선수권 대회 그랑프리 1위
- 2015년 피트니스모델 어워즈 한국모델협회장상